# Adriano Bolzoni
Pour les articles homonymes, voir Bolzoni.
Adriano Bolzoni, né le 14 avril 1919 à Crémone (Lombardie) et mort en 2005 dans la même ville, est un scénariste, réalisateur, journaliste et essayiste italien.

## Biographie
Il a commencé sa carrière comme journaliste, se faisant connaître par ses reportages sur le front pendant la Seconde Guerre mondiale (il avait rejoint la république de Salò). Plus tard, il travaille à Il Borghese (it) et au Secolo d'Italia, puis devient le rédacteur en chef du Reporter entre 1959 et 1960, un journal connu pour publier les critiques cinématographiques écrites par Pier Paolo Pasolini,.
Bolzoni est entré dans l'industrie du cinéma en 1948, en collaborant au scénario du film d'aventure Les Contrebandiers de la mer (it), réalisé par Roberto Bianchi Montero. Par la suite, il a été un scénariste prolifique, suscitant une certaine renommée avec plusieurs westerns spaghetti et poliziotteschi à succès. Parallèlement, il se consacre à la réalisation, réalisant quatre films dans les années 1960. Une fois la vague de westerns terminée, Bolzoni se consacre aux films d'aventure et d'action. Il a également écrit plusieurs essais historico-politiques.

## Filmographie

### Comme réalisateur
- 1964 : L'ultimo sole (it), documentaire
- 1965 : Nudo, crudo e... (it), documentaire mondo coréalisé avec Francesco De Feo
- 1969 : La Limite du péché (Quarta parete)
- 1970 : Rendez-vous avec le déshonneur (Appuntamento col disonore)

### Comme scénariste
- 1948 : Les Contrebandiers de la mer (it) (I contrabbandieri del mare) de Roberto Bianchi Montero
- 1950 : Le Retour de Pancho Villa (Io sono il capataz) de Giorgio Simonelli
- 1954 : La Fille de Palerme (La peccatrice dell'isola) de Sergio Corbucci et Sergio Grieco
- 1956 : Ciao, pais... (it) d'Osvaldo Langini (it)
- 1960 : Italiani all'inferno (it) d'Enrico Novaro
- 1962 : Le Fils de Spartacus (Il figlio di Spartacus) de Sergio Corbucci
- 1963 : Les Canons de San Antiogo (Le verdi bandiere di Allah) de Giacomo Gentilomo et Guido Zurli
- 1964 : Le Coq du village (Liolà) d'Alessandro Blasetti
- 1964 : Le Justicier du Minnesota (Minnesota Clay) de Sergio Corbucci
- 1964 : L'Homme qui venait de Canyon City (L'uomo che viene da Canyon City) d'Alfonso Balcázar
- 1965 : Berlin, opération Laser (Berlino: appuntamento per le spie) de Vittorio Sala
- 1966 : Ringo au pistolet d'or (Johnny Oro) de Sergio Corbucci
- 1966 : Bazooka pour un espion (it) (Sicario 77, vivo o morto) de Mino Guerrini
- 1967 : Tue et fais ta prière (Requiescant) de Carlo Lizzani
- 1967 : Mon nom est Pécos (Due once di piombo) de Maurizio Lucidi
- 1967 : Au diable les anges (Operazione San Pietro) de Lucio Fulci
- 1967 : Con lui cavalca la morte de Giuseppe Vari
- 1967 : Le Cobra (Il cobra) de Mario Sequi
- 1971 : Le Coriace (Un uomo dalla pelle dura) de Francesco Prosperi
- 1971 : L'uomo dagli occhi di ghiaccio d'Alberto De Martino
- 1971 : Priez les morts, tuez les vivants (Prega il morto e ammazza il vivo) de Giuseppe Vari
- 1972 : Dernier appel (L'assassino... è al telefono) d'Alberto De Martino
- 1972 : Far West Story (La Banda J.S.: Cronaca criminale del Far West) de Sergio Corbucci
- 1972 : Ton vice est une chambre close dont moi seul ai la clé (Il tuo vizio è una stanza chiusa e solo io ne ho la chiave) de Sergio Martino
- 1972 : Dépêche-toi Sartana, je m'appelle Trinita (Trinità e Sartana figli di...) de Mario Siciliano
- 1973 : Le Conseiller (Il consigliori) d'Alberto De Martino
- 1974 : Le Baiser d'une morte (Il bacio di una morta) de Carlo Infascelli
- 1975 : Un flic voit rouge (Mark il poliziotto) de Stelvio Massi
- 1976 : Puttana galera! de Gianfranco Piccioli
- 1978 : Pied plat en Afrique (Piedone l'africano) de Steno
- 1978 : Selle d'argent (Sella d'argento) de Lucio Fulci
- 1980 : Pied plat sur le Nil (Piedone d'Egitto) de Steno
- 1994 : Le Prince du désert (it) (Il principe del deserto) de Duccio Tessari (feuilleton TV)

## Publications
- (it) Ja Wohl, Rome, Trevi, 1967
- (it) El Che Guevara, Rome, Trevi, 1967
- (it) Storia dello Stato Maggiore tedesco, Trevi, 1971
- (it) La guerra dei Neri, Ciarrapico, 1981
- (it) Allah Akbar. I «Pazzi di Dio» e i moderni combattenti della gihad islamica, Mursia, 1997
- (it) I dannati di Vlassov. Il dramma dei russi antisovietici nella seconda guerra mondiale, Mursia, 1991
- (it) Ustacha, Settimo Sigillo, Rome, 2000